# Klaus Hähner-Springmühl
Klaus Hähner-Springmühl (* 19. Januar 1950 in Zwickau; † 15. Juli 2006 in Leipzig) war eine der einflussreichsten Künstlerpersönlichkeiten in den 1980er Jahren in der unabhängigen Szene der DDR. Er lebte und arbeitete in dieser Zeit in Karl-Marx-Stadt (heute Chemnitz).

## Leben und Werk
Hähner-Springmühl absolvierte eine Maurerlehre mit Abitur (Berufsausbildung mit Abitur), war Box-Bezirksmeister im Schwergewicht, brach ein Fachschul-Ingenieurstudium in Cottbus nach sieben Semestern ab, und begann unmittelbar danach in den 1970er Jahren kollektive künstlerische Arbeitsformen für sich zu entdecken. Wesentlich für ihn war die Begegnung mit A. R. Penck, dessen Stilistik der Zeichnungen er ebenso aufnahm wie den Charakter von Aktionen und Performances.
1972 zog es ihn, auch wegen seiner späteren Frau Gitte (Musikerin, Scheidung 1979) nach Karl-Marx-Stadt, das in den 1970er und 1980er Jahren in der Bildenden Kunst und im Theater nach Berlin eine gewisse Ausnahmestellung in der DDR einnahm. Schon seine ersten Ausstellungen in der Stadt wurden zu veritablen Skandalen, wobei zunächst weniger seine Bilder als sein Auftritt provokant wirkten. 
Er hatte ein Atelier in der Leipziger Straße, das er 1976 wegen Baufälligkeit räumen musste. Er bezieht danach ein später in der regionalen Kunstszene legendär gewordenes Atelier in einem Hinterhof in der Richterstraße 9.
In den 1980er Jahren kultivierte er seinen typischen Stil, in dem Fotoübermalungen und Zeichnungen dominierten. Erweitert durch Performances und Konzerte beeinflusste Hähner-Springmühl massiv die junge Kunstszene von Karl-Marx-Stadt/Chemnitz, der bis Anfang der 1990er Jahre immer wieder nachhaltige Talente wie die Brüder Carsten Nicolai und Olaf Nicolai entsprangen. Diese jüngere Generation beobachtete – wie Hähner-Springmühls Umkreis in Sachsen – seine Kunst aufmerksam und wertete sie in gewisser Hinsicht auch für eigene Arbeiten aus.
Hähner-Springmühls Werk blieb trotz Reiseverbot auch im Westen nicht unbekannt. 1985 erschien das Buch „Kommentar“, das in Zusammenarbeit mit Heiner Müller entstand. Das ist insofern bemerkenswert, als der Kultautor bei solchen Projekten in der Regel nur mit Kollegen arbeitete, die er auf Augenhöhe sah. Mit seiner Einzelausstellung „Baugrube II“ 1988 in der damaligen Projektgalerie EIGEN + ART von Gerd Harry Lybke erreichte Hähner-Springmühl schließlich seinen künstlerischen wie auch populären Zenit. Seine wichtigsten künstlerischen Partner waren in den 1980er Jahren Frank Raßbach, Erich-Wolfgang Hartzsch und seine geschiedene Ehefrau Gitte Hähner-Springmühl.
Die Zeit nach Wende und friedlicher Revolution in der DDR war für ihn ein Weg ins Vergessen und Zurücklassen. Kommerziellen Erwägungen überwiegend verschlossen, reagierte er auf die drastischen Veränderungen in der Kunstwelt mit einem Rückzug. Seit Mitte der 1990er Jahre lebte er zunehmend vereinsamt wie gleichermaßen zurückgezogen in Leipzig. Seine letzte Einzelausstellung, die aufgrund fehlenden neuen Materials retrospektiv angelegt wurde, hatte er 2005 in der Chemnitzer Galerie grounded, wo er sich auch zum letzten Mal in der Öffentlichkeit zeigte.
Klaus Hähner-Springmühl starb am 15. Juli 2006 in Leipzig an Herz-Kreislauf-Versagen.
Arbeiten von Klaus Hähner-Springmühl befinden sich in zahlreichen öffentlichen und privaten Sammlungen.

## Ausstellungen
- November 1980. Mosch-Galerie Adelsberg, erste Einzelausstellung (im Zuge seiner Einsetzung als Kandidat im Verband Bildender Künstler)
- 2018/19: Klaus Hähner-Springmühl - Kandidat, Retrospektive, Museum der bildenden Künste Leipzig
- 2013/14: "Richterstr. 9 – Eine Hommage an Klaus Hähner-Springmühl", Galerie Pankow, Berlin & Kunstsammlungen Chemnitz
- 2013: "Klaus Hähner-Springmühl", Künstlerhaus Bethanien, Berlin
- 2009: „Klaus Hähner-Springmühl – o. T.“, Galerie am Domhof, Zwickau
- 2009: "Klaus Hähner-Springmühl: England ist nicht die einzige Insel der Welt", D21 Kunstraum, Leipzig

Seit 1986: Zahlreiche Einzelausstellungen und Ausstellungsbeteiligungen u. a. in der Galerie Oben, Karl-Marx-Stadt, der Galerie Barthel + Tetzner Berlin, sowie in Museen und Kunstvereinen
Von 1990 bis 2006 vertreten auf den Kunstmessen: ART BASEL, ART COLOGNE, ARCO Madrid, ART FRANKFURT, Kunstmarkt DRESDEN, KUNST-KÖLN, ART MULTIPLE Düsseldorf, ART Zürich durch die Galerie Barthel + Tetzner Berlin, Köln, Chemnitz

## Kataloge und Bücher
- "Richterstr. 9 – Eine Hommage an Klaus Hähner-Springmühl" Galerie Pankow, Berlin 2013
- "Klaus Hähner-Springmühl" Künstlerhaus Bethanien, Berlin 2012
- "England ist nicht die einzige Insel der Welt - Klaus Hähner-Springmühl" Leipzig, D21 Kunstraum, 2010
- "Masse - 80 kg" Galerie Oben Karl-Marx-Stadt, 1987; 16 Seiten mit zahlreichen s./w. Abb.
- "Blickwechsel - 13 Künstler aus Sachsen" Galerie Gunar Barthel Berlin + Galerie TransArt Exhibitions Köln 1991; 32 S. mit 26 Abb.
- "Annäherung - Projekt Trübsbachberg" Galerie Barthel + Tetzner Köln, Galerie Gunar Barthel Berlin, Galerie Oben Chemnitz und ART-CO Braunschweig 1992; 28 Seiten mit 41 Abb.
- "Klaus Hähner-Springmühl" Galerie Gunar Barthel Berlin und Galerie Oben Chemnitz 1992; 72 Seiten mit 79 Abb.